# Cinanjung
Cinanjung is een bestuurslaag in het regentschap Sumedang van de provincie West-Java, Indonesië. Cinanjung telt 9978 inwoners (volkstelling 2010).